# Hips Don't Lie
Hips Don't Lie är en låt av den colombianska popsångerskan Shakira. Den släpptes som singel i februari 2006 i USA och utgör den andra singeln från albumet Oral Fixation Vol. 2, utgivet den 28 november 2005. Hips Don't Lie är ursprungligen en omgjord version av Wyclef Jeans låt Dance Like This som han spelade in 2004 tillsammans med Claudette Ortiz.
Hips Don't Lie är skriven av Wyclef Jean, Jerry Duplessis, Shakira, Latibia Parker och Omar Alfanno. Wyclef Jean är även med och framför Hips Don't Lie. Låten har regerat listorna världen runt och har legat etta på bland annat Billboard Hot 100, tyska singellistan, brittiska singellistan och svenska danstoppen. Hips Don't Lie är även den låt som spelats flest gånger på radiostationerna.

## Musikvideo
Videon till Hips Don't Lie är regisserad av Sophie Muller och spelades in i Los Angeles. Den har ingen egentlig handling; Shakira och Wyclef Jean sjunger och dansar på en karneval . De flesta utstyrslarna och kostymerna tillhör Carnaval de Barranquilla, bland annat den tunna vita kreation som Shakira dansar i mot slutet av videon.

## Parodier
I juni 2006 gjorde tre tonårskillar från området kring Hood River i delstaten Oregon i USA en parodi på videon till "Hips Don't Lie". De gjorde den till sin spanskaexamen. De sade att de valde sången för att deras lärare i spanska gillade Shakira och ofta spelade sången. Videon innehöll Ryan McAlexander, en man utklädd till Shakira. Salvador Ledezma spelade Wyclef Jean, och Matt Byrne var bakgrundssångare. Tom Wanzek använde videokamera och spelade in videon, och hans yngre bror Paul Wanzek laddade till Internetsidorna Myspace och Google Video. I juli 2006 hade parodin fått 4 miljoner sökträffar på Google på Internet. 

## Spanska
Sången spelades även in med en text på spanska, som "Será, Será (Las Caderas No Mienten)", där Wyclef Jean dock rappar på engelska. Shakira sjöng också en annan version av "Hips Don't Lie" (kallad "The Bamboo Version") vid avslutningsceremonin vid Världsmästerskapet i fotboll 2006 i Tyskland.

## Framgångar
Hips Don't Lie nådde förstaplaceringen i Australien, Colombia, Filippinerna, Frankrike, Polen, Italien, Lettland, Mexiko, Nederländerna, Nya Zeeland, Republiken Irland, Spanien, Storbritannien, Tyskland och USA. Den nådde en andraplacering i Kanada och Ryssland.

## Listplaceringar
| Lista (2006-2007) | Topplacering |
| ----------------- | ------------ |
| Australien        | 1            |
| Belgien           | 1            |
| Belgien           | 1            |
| Danmark           | 4            |
| Finland           | 2            |
| Frankrike         | 1            |
| Italien           | 1            |
| Nederländerna     | 1            |
| Norge             | 4            |
| Nya Zeeland       | 1            |
| Schweiz           | 1            |
| Sverige           | 45           |
| USA               | 1            |
| Österrike         | 2            |

## Övrigt
- Texten "En Barranquilla se baila así ... sí" ("I Barranquilla dansar vi så här .. yeah") refererar till Shakiras födelseort Barranquilla.
- Orden "Baila en la calle de noche, baila en la calle de día" ("Dansa på gatan om natten, dansa på gatan om dagen") refererar till en annan sång i Barranquillas karneval.
- Introt är en cover på Jerry Riveras salsa låt Amores como el nuestro
- I videon är maskerna och kostymerna ”marimondas”, mytologiska varelser som förekommer i Barranquillakarnevalen.

### Fotnoter
1. ↑  ”Sundsvalls Tidning”. 13 april 2006. Arkiverad från originalet den 4 mars 2016. https://web.archive.org/web/20160304111622/http://www.st.nu/noje/shakira-sjunger-pa-vm-finalen. Läst 26 maj 2011.
2. ↑  ”Listplacering”. http://australian-charts.com/showitem.asp?interpret=Shakira+feat%2E+Wyclef+Jean&titel=Hips+Don%27t+Lie&cat=s. Läst 26 maj 2011.
3. ↑  ”Listplacering”. http://www.ultratop.be/nl/showitem.asp?interpret=Shakira+feat%2E+Wyclef+Jean&titel=Hips+Don%27t+Lie&cat=s. Läst 26 maj 2011.
4. ↑  ”Listplacering”. http://www.ultratop.be/fr/showitem.asp?interpret=Shakira+feat%2E+Wyclef+Jean&titel=Hips+Don%27t+Lie&cat=s. Läst 26 maj 2011.
5. ↑  ”Listplacering”. Arkiverad från originalet den 15 september 2012. https://web.archive.org/web/20120915215852/http://www.danishcharts.com/showitem.asp?interpret=Shakira+feat%2E+Wyclef+Jean&titel=Hips+Don%27t+Lie&cat=s. Läst 26 maj 2011.
6. ↑  ”Listplacering”. http://finnishcharts.com/showitem.asp?interpret=Shakira+feat%2E+Wyclef+Jean&titel=Hips+Don%27t+Lie&cat=s. Läst 26 maj 2011.
7. ↑  ”Listplacering”. http://lescharts.com/showitem.asp?interpret=Shakira+feat%2E+Wyclef+Jean&titel=Hips+Don%27t+Lie&cat=s. Läst 26 maj 2011.
8. ↑  ”Listplacering”. http://italiancharts.com/showitem.asp?interpret=Shakira+feat%2E+Wyclef+Jean&titel=Hips+Don%27t+Lie&cat=s. Läst 26 maj 2011.
9. ↑  ”Listplacering”. http://dutchcharts.nl/showitem.asp?interpret=Shakira+feat%2E+Wyclef+Jean&titel=Hips+Don%27t+Lie&cat=s. Läst 26 maj 2011.
10. ↑  ”Listplacering”. http://norwegiancharts.com/showitem.asp?interpret=Shakira+feat%2E+Wyclef+Jean&titel=Hips+Don%27t+Lie&cat=s. Läst 26 maj 2011.
11. ↑  ”Listplacering”. Arkiverad från originalet den 13 november 2011. https://web.archive.org/web/20111113071847/http://www.charts.org.nz/showitem.asp?interpret=Shakira+feat%2E+Wyclef+Jean&titel=Hips+Don%27t+Lie&cat=s. Läst 26 maj 2011.
12. ↑  ”Listplacering”. http://hitparade.ch/showitem.asp?interpret=Shakira+feat%2E+Wyclef+Jean&titel=Hips+Don%27t+Lie&cat=s. Läst 26 maj 2011.
13. ↑  ”Listplacering”. http://swedishcharts.com/showitem.asp?interpret=Shakira+feat%2E+Wyclef+Jean&titel=Hips+Don%27t+Lie&cat=s. Läst 26 maj 2011.
14. ↑  ”Listplacering”. http://www.billboard.com/#/song/shakira-featuring-wyclef-jean/hips-don-t-lie/7907718. Läst 26 maj 2011.
15. ↑  ”Listplacering”. http://austriancharts.at/showitem.asp?interpret=Shakira+feat%2E+Wyclef+Jean&titel=Hips+Don%27t+Lie&cat=s. Läst 26 maj 2011.